# Квалификације за Светско првенство у фудбалу 1974 — Јужна Америка/КОНМЕБОЛ
За квалификације је било пријављено 1о екипа, за 3 до 4 места на Светском првенству у фудбалу 1974.које се одржало у Западној Немачкој. Једна је била екипа светског првака Бразила са Светског првенства у Мексику 1970. године, који се директно пласирао, па није учествовао у квалификацијама.
Осталих девет екипа подељене су у три групе по три. Победници прве две се директно пласирају за првенство док је првак треће групе морао у интерконтиненталном плеј-офу изборити место за пласман на Светско првенство у фудбалу 1974. играјући са победником девете групе европске зоне два меча за пласман.

## Групе
| Група 1                       | Група 2                         | Група 3                 |
| ----------------------------- | ------------------------------- | ----------------------- |
| Уругвај · Колумбија · Еквадор | Аргентина · Боливија · Парагвај | Чиле · Перу · Венецуела |

## Група 1
|   | Држава    | Уругвај | Колумбија | Еквадор | Држава    | ИГ | П | Н | И | ГД | ГП | ГР | Бод. |
| 1 | Уругвај   |         | 0:1       | 4:0     | Уругвај   | 4  | 2 | 1 | 1 | 6  | 2  | +4 | 5    |
| 2 | Колумбија | 0:0     |           | 1:1     | Колумбија | 4  | 1 | 3 | 0 | 3  | 2  | +1 | 5    |
| 3 | Еквадор   | 1:2     | 1:1       |         | Еквадор   | 4  | 0 | 2 | 2 | 3  | 8  | -5 | 2    |

## Група 2
|   | Држава    | Аргентина | Парагвај | Боливија | Држава    | ИГ | П | Н | И | ГД | ГП | ГР  | Бод. |
| 1 | Аргентина |           | 3:1      | 4:0      | Аргентина | 4  | 3 | 1 | 0 | 9  | 2  | +7  | 7    |
| 2 | Парагвај  | 1:1       |          | 4:0      | Парагвај  | 4  | 2 | 1 | 1 | 8  | 5  | +3  | 5    |
| 3 | Боливија  | 0:1       | 1:2      |          | Боливија  | 4  | 0 | 0 | 2 | 1  | 11 | -10 | 0    |

Квалификована се Аргентина.

## Група 3
|   | Држава    | Чиле                  | Перу                  | Венецуела             | Држава    | ИГ | П | Н | И | ГД | ГП | ГР | Бод. |
| 1 | Чиле      |                       | 2:0                   |                       | Чиле      | 2  | 1 | 0 | 1 | 2  | 2  | 0  | 2    |
| 1 | Перу      | 2:0                   |                       |                       | Перу      | 2  | 1 | 0 | 1 | 2  | 2  | 0  | 2    |
| 3 | Венецуела | одустала од такмичења | одустала од такмичења | одустала од такмичења | Венецуела | -  | - | - | - | -  | -  | -  | -    |

Због изједначености резултата одиграних утакмица Чиле и Перу су морали одиграни и трећу утакмицу на неутралном терену. Утакмица је одиграна у Монтевидеу, Уругвај.
Одлучујућа утакмица
| 05.08.1973 | Монтевидео | Чиле | – | Перу | 2:1 |

Овом победом Чиле се изборио за две утакмице интерконтиненталног доигравања (плеј офа) са представником УЕФА зоне репрезентацијом СССР.

## Плеј оф Европа/Јужна Америка
| 26.09.1973 | Москва | Совјетски Савез | – | Чиле | 0:0 |

| 21.11.1973 | Сантијаго де Чиле | Чиле | – | Совјетски Савез | 2:0 сл. |

Квалификовао се Чиле јер је репрезентација Совјетског Савеза одбила да иде на реванш у Чиле, па је дисквалификована.